# Uniwersytecki Szpital Kliniczny w Poznaniu
Uniwersytecki Szpital Kliniczny w Poznaniu (do 2022 Szpital Kliniczny im. Heliodora Święcickiego Uniwersytetu Medycznego im. Karola Marcinkowskiego w Poznaniu) – szpital kliniczny Uniwersytetu Medycznego w Poznaniu. Główną siedzibą szpitala jest zabytkowy kompleks budynków dawnego Zakładu Diakonisek przy ul. Przybyszewskiego 49. Znajduje się on na poznańskim Ostrorogu, w obszarze administracyjnym osiedla Stary Grunwald. Do szpitala przynależy Hospicjum Palium oraz szpitale przy ul. Grunwaldzkiej 16/18, przy ul. Długiej 1/2, a także przy ul. Szamarzewskiego 82/84.

## Historia

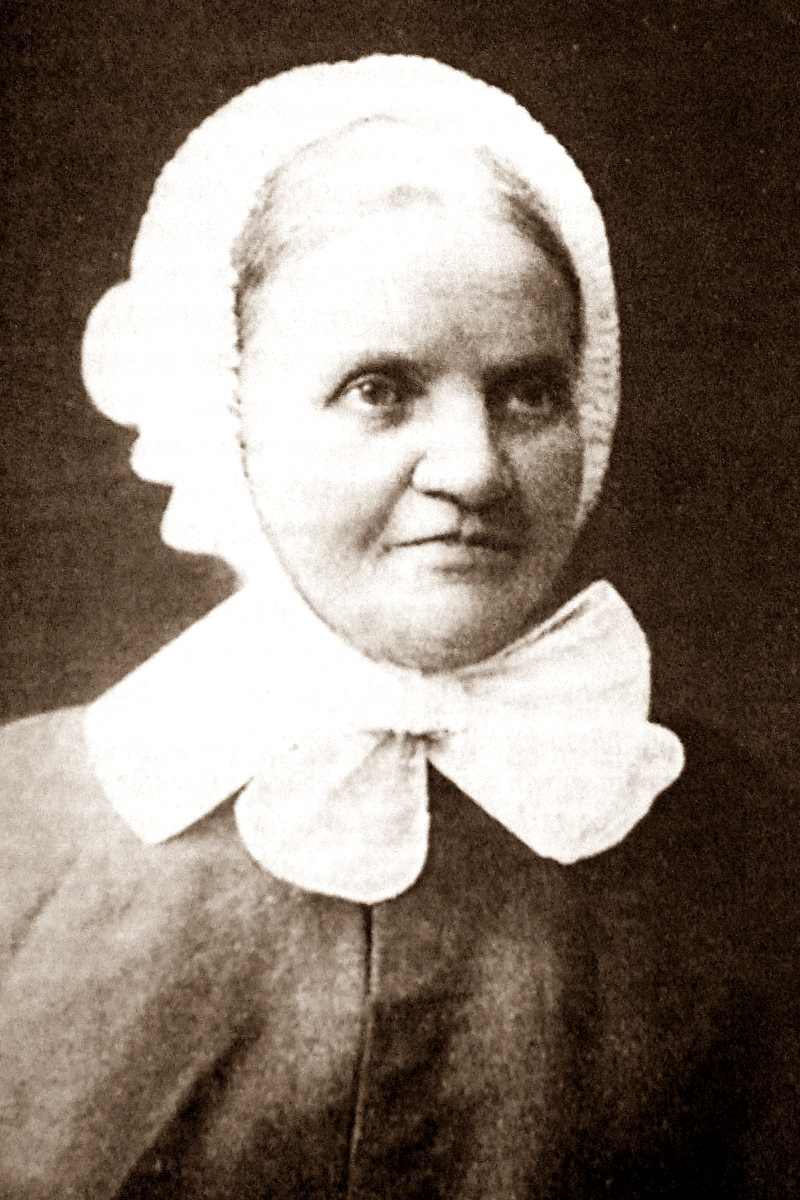
Johanna Bade

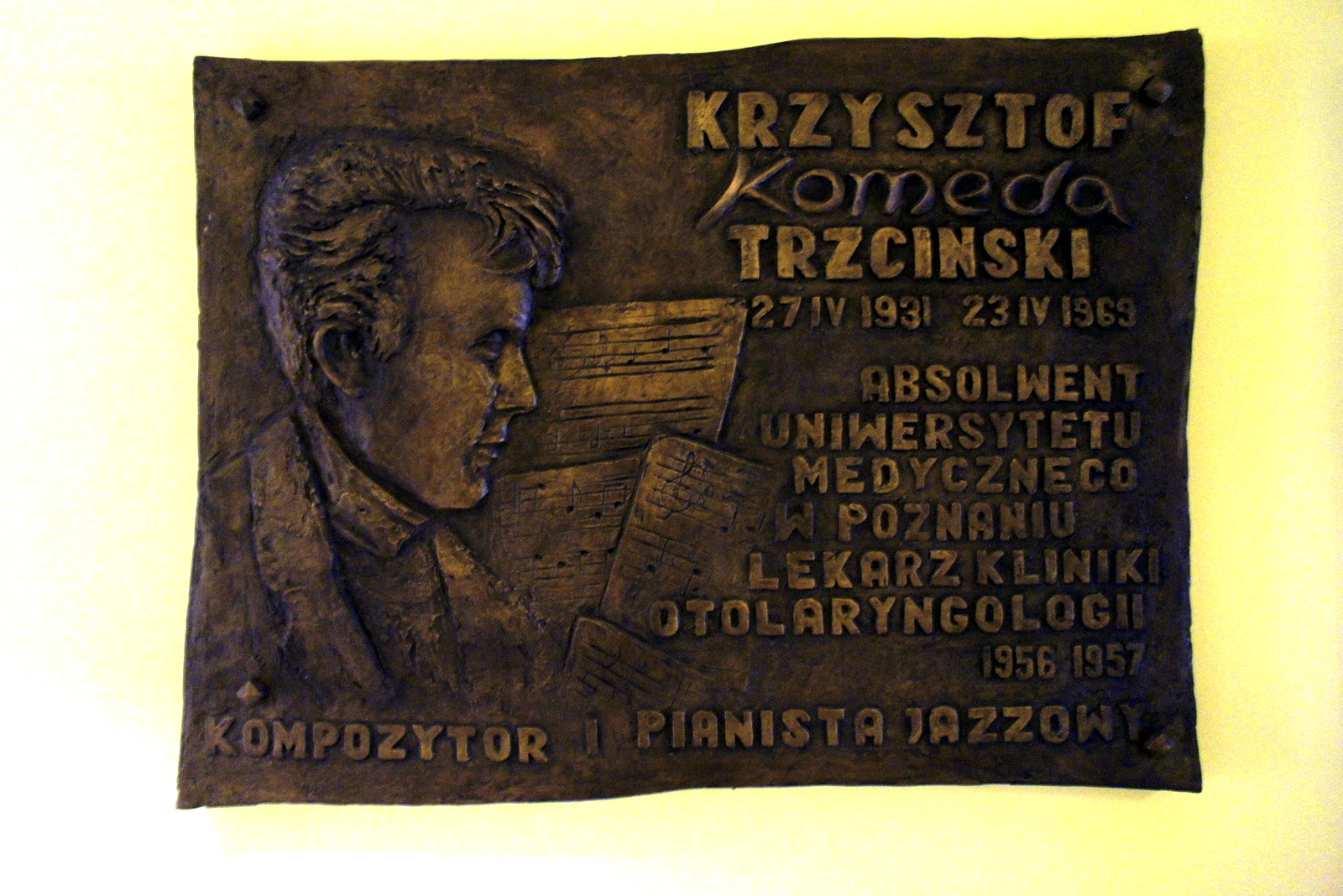
Tablica pamiątkowa poświęcona Krzysztofowi Komedzie Trzcińskiemu

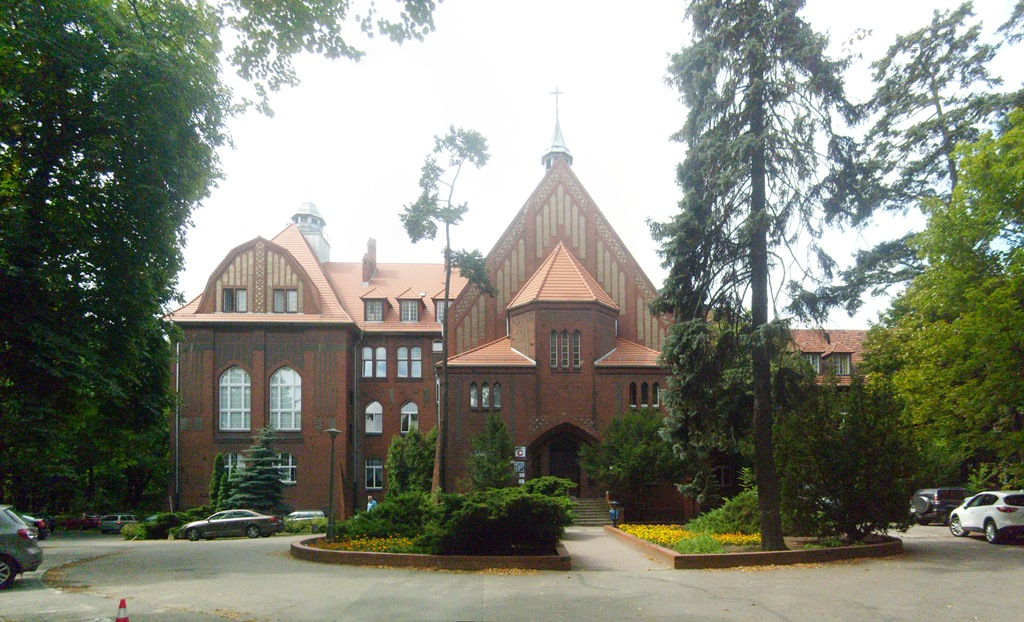
Dawny dom macierzysty diakonis

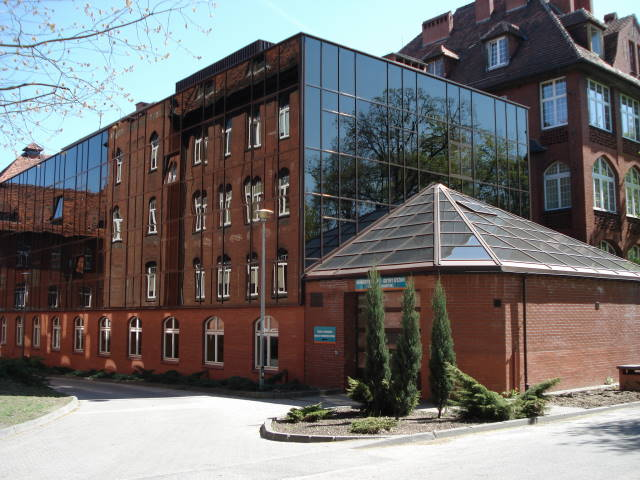
Skrzydło szpitala otwarte w 2002 (OIT)

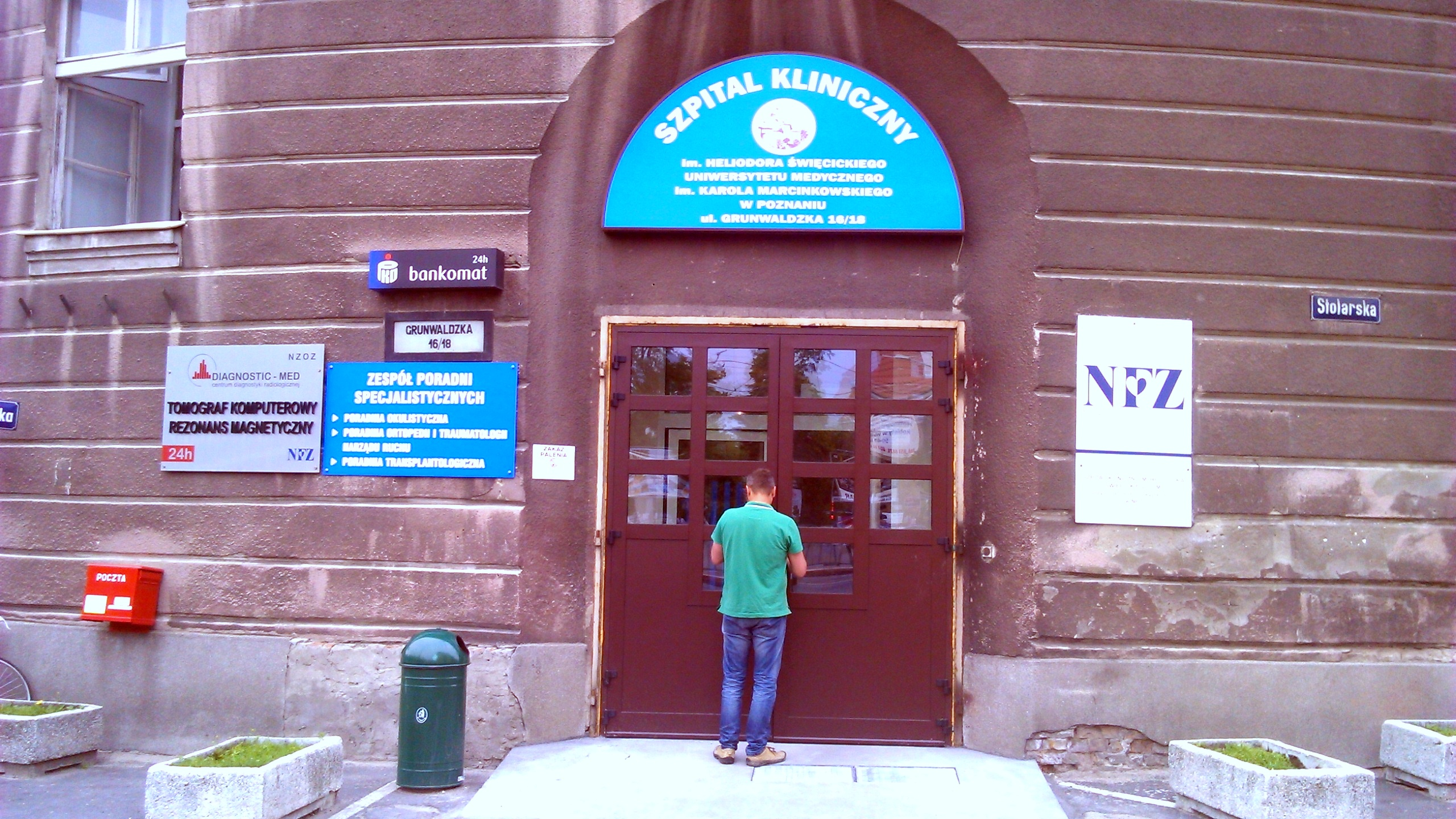
Szpital przy Grunwaldzkiej, należący do Szpitala im. Heliodora Święcickiego (2014)

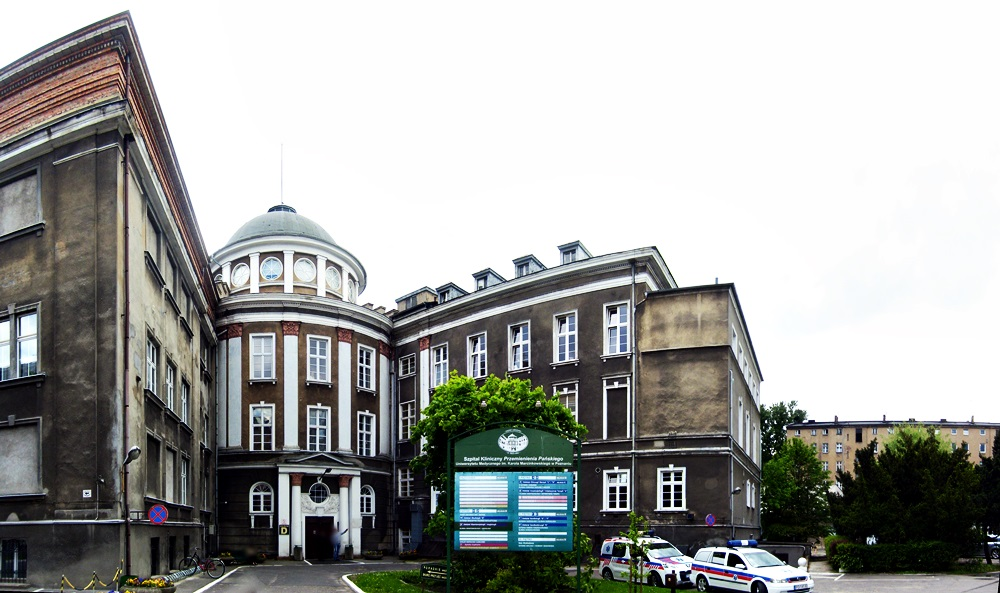
Szpital przy ul. Długiej 1/2 włączony w 2022 w strukturę SKHS, poprzednio Szpital Kliniczny Przemienienia Pańskiego

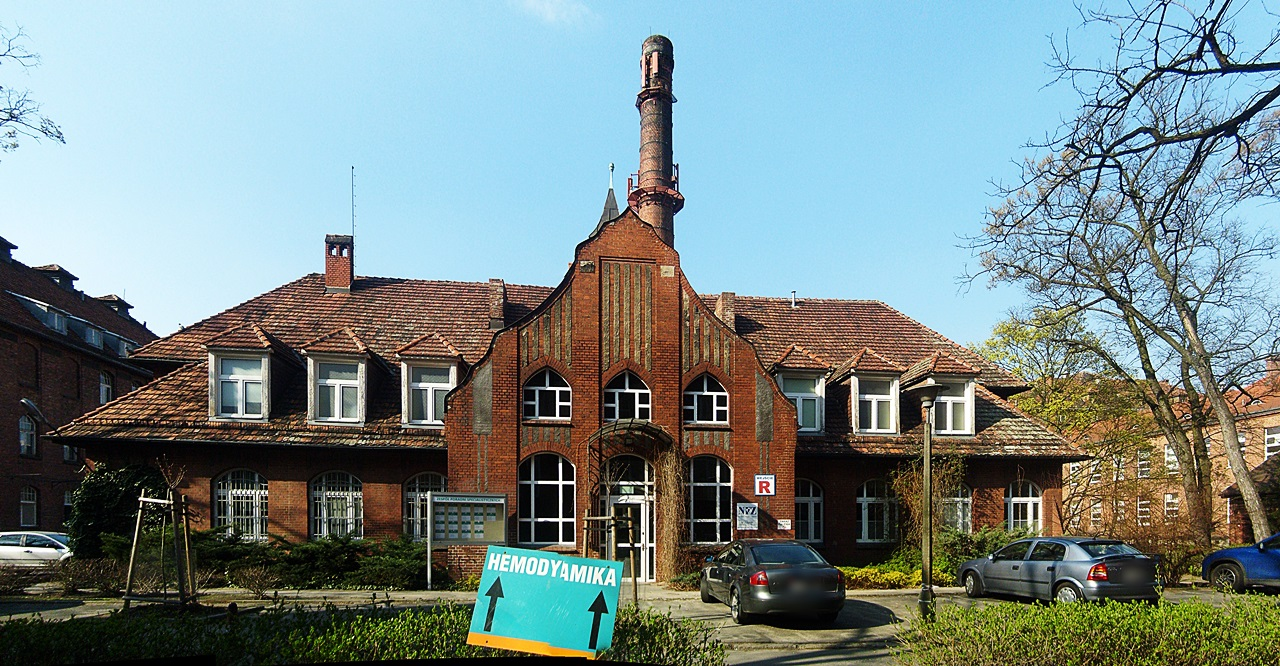
Budynek poradni, dawniej pralnia

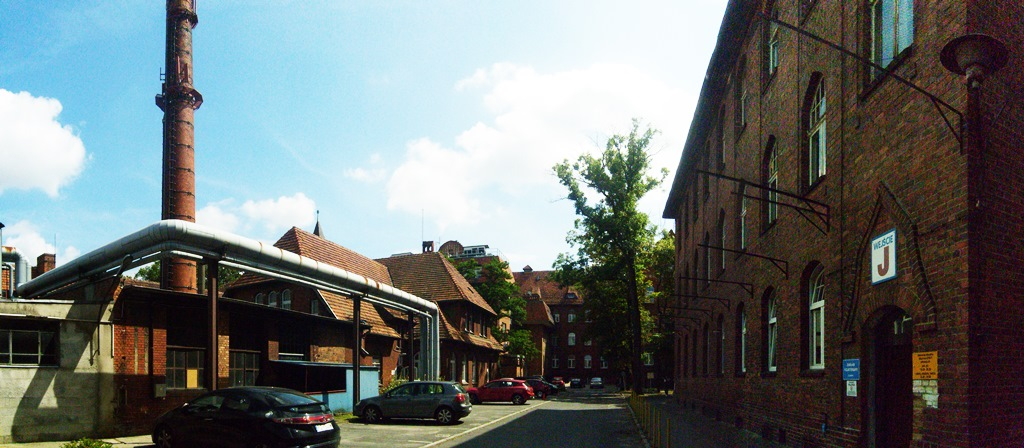
Jedna z uliczek na terenie szpitala

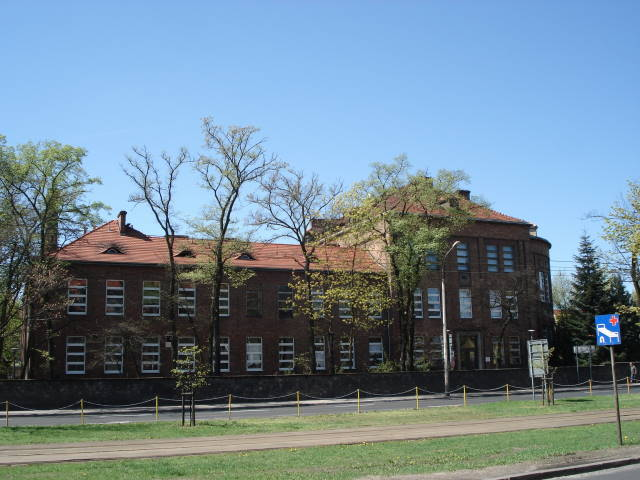
Budynek dydaktyczny, Zakład Patomorfologii Klinicznej. Widok od ul. Przybyszewskiego

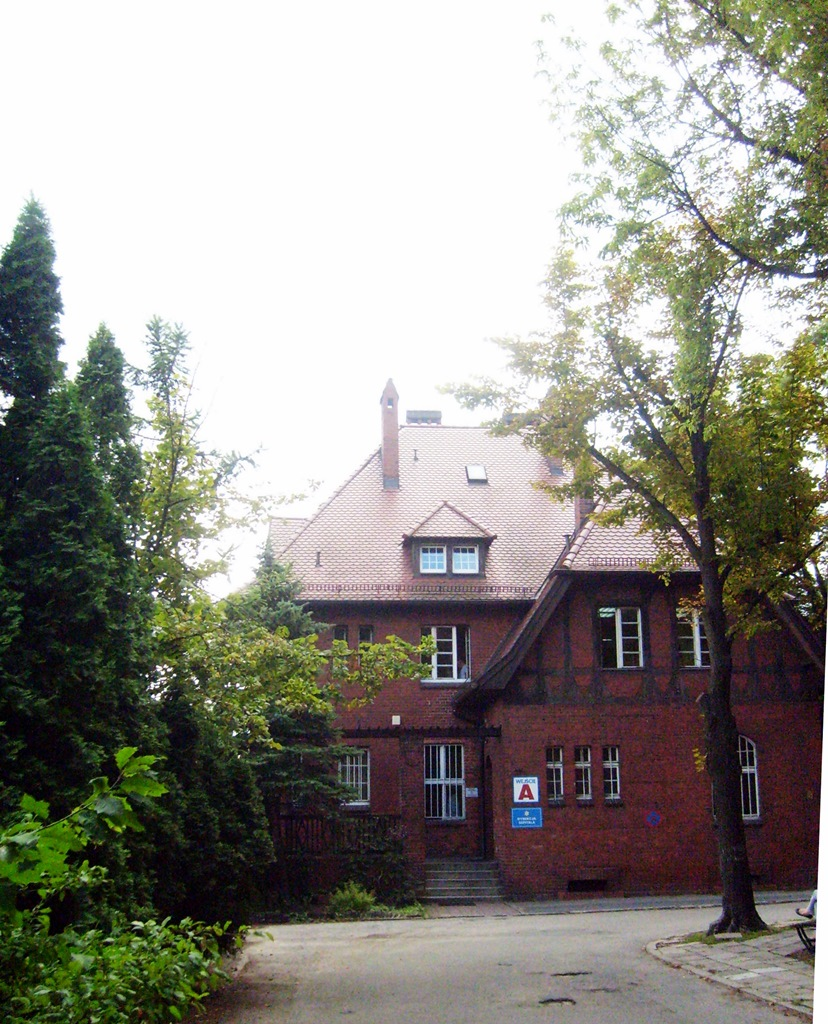
Budynek administracyjny

Zakład prowadzony był przez ewangelickie siostry diakonisy, a inicjatorką budowy i pierwszą przełożoną była Johanna Bade, która zmarła kilka miesięcy przed otwarciem placówki. Decyzja o budowie podyktowana była ograniczoną pojemnością domu przy Königsstraße. Pieniądze na budowę pozyskano ze zbiórek pieniędzy w Niemczech. Szpital został otwarty 1 września 1911 i poświęcony 10 listopada 1911, po ponad 2 latach budowy.
Na początku w szpitalu działało 6 oddziałów w 210 pomieszczeniach (300 łóżek). Jednocześnie budynki szpitala służyły za miejsce zebrań pastorów ewangelickich, kursów dla pastorów i ich żon. Szpital stanowił centrum Kościoła ewangelickiego w Prowincji Poznańskiej.
W 1913 pacjentem szpitala był Bernhard zur Lippe-Biesterfeld, książę Holandii, leczony z powodu błonicy. 25 sierpnia 1913 szpital odwiedziła Wiktoria Luiza Pruska, księżniczka Hanoweru i Brunszwiku.
Podczas I wojny światowej szpital był lazaretem, oddział chirurgiczny dla rannych żołnierzy miał 100 łóżek.
W 1920 przy zakładzie zaczęła funkcjonować szkoła pielęgniarek. Od 1923 trwał konflikt pomiędzy szpitalem a Kasą Chorych. Ministerstwo Zdrowia nakazało bojkotować szpital i nie kierować tam pacjentów. Konflikt zażegnano w 1924. W 1928 diakoniski zawarły umowę ze Szpitalem Miejskim. W okresie międzywojennym szpital był jedynym niemieckim szpitalem w Poznaniu.
Podczas II wojny światowej szpital przeszedł pod zarząd okupanta. Zwalniano polskich pracowników administracji szpitala. W 1942 placówkę połączono z lazaretem dla rannych podczas walk na froncie wschodnim. W czasie bitwy o Poznań od 22 stycznia 1945 szpital ewakuowano (wyjazd 280 sióstr do Poczdamu, Drezna i Berlina), a 24 i 25 stycznia wojska radzieckie podchodziły pod teren Grunwaldu. Po zajęciu szpitala stał się on lazaretem dla żołnierzy radzieckich, m.in. rannych w czasie walk o Cytadelę. W tym czasie Rosjanie zniszczyli budynki, np. przebijając stropy w całym pionie (dla prowizorycznych ubikacji), a także zniszczyli sprzęt medyczny i wyposażenie szpitala.
8 listopada 1946 szpital przeszedł pod zarząd Uniwersytetu Poznańskiego. W 1947 udało się uporządkować około 50% powierzchni szpitala i uruchomić dwa oddziały, a do 1949 – jeszcze jeden. Wtedy nadano szpitalowi imię Heliodora Święcickiego. Po powstaniu Akademii Lekarskiej w 1950 przejęła ona od Uniwersytetu budynki szpitala.
1 lutego 1950 uruchomiona została Klinika Chirurgii, pod kierownictwem prof. Romana Drewsa, a w 1952 Katedra i Klinika Neurochirurgii. Na początku lat 60. XX wieku uruchomiono Klinikę Chirurgii Szczękowej (1961) i Klinikę Chorób Pasożytniczych (1962). Na przełomie lat 60. i 70. XX wieku powołano Pracownię Foniatryczną Kliniki Otolaryngologicznej (1968–1970), Oddział Radiologii, Klinikę Gastroenterologii i Żywienia Człowieka, Klinikę Nefrologii oraz Klinikę Endokrynologii. W 1982 utworzona została Klinika Foniatrii i Audiologii (w miejsce Instytutu Chorób Układu Nerwowego i Narządów Zmysłów), a pod koniec 1984 Klinika Neurologii Rozwojowej. W 1993 powołano Katedrę i Klinikę Chirurgii Ogólnej, Gastroenterologicznej i Endokrynologicznej.
30 lipca 1985 dokonano tu pierwszej w Poznaniu operacji przeszczepienia nerki. We wrześniu tego samego roku, w wyniku podania pacjentom skażonego pasztetu, zatruciu bakterią salmonelli uległo 126 osób. W maju 1986 oddano do użytku specjalistyczne pomieszczenia Kliniki Nefrologii. W budynku tym znalazły się także poradnie: neurologiczna, endokrynologiczna, gastroenterologiczna oraz sala dydaktyczna dla studentów.
Z okazji stulecia szpitala, 10 listopada 2011, dyrektor Krystyna Mackiewicz odsłoniła jubileuszową tablicę pamiątkową.
W 2013 w struktury szpitala został włączony Specjalistyczny Szpital Kliniczny Uniwersytetu Medycznego im. Karola Marcinkowskiego w Poznaniu (szpital przy ul. Grunwaldzkiej i Collegium Stomatologicum).
W związku z budową Centralnego Zintegrowanego Szpitala Klinicznego 1 stycznia 2022 Szpital Kliniczny Przemienienia Pańskiego został przejęty przez Szpital Kliniczny im. Heliodora Święcickiego. 18 czerwca 2021 ustanowiono wspólną dyrekcję dla obu szpitali, dyrektorem obu szpitali została Krystyna Mackiewicz.

### Budynki
Projekt budynków opracowali Emil i Georg Zillmannowie z Charlottenburga. W czerwcu 1909 wmurowany został kamień węgielny pod budowę.
8 listopada 1978 zabudowania danego Zakładu Diakonisek zostały wpisane do rejestru zabytków pod numerem A-206. W skład zabudowań zabytkowych wchodzą: plebania, budynek szpitala z domem sióstr i kaplicą, budynek oddziału dla zakaźnie chorych, pralnia i maszynownia, kaplica – kostnica.
Szpital rozbudowywano od 1973, od strony ul. Marcelińskiej. W 1986 został oddany do użytku nowy pawilon (fot. tablicy). W 2002 ukończono budowę budynku OIT (intensywna terapia, kardiologia interwencyjna); otwarcie nastąpiło 23 października 2002 w obecności Ministra Zdrowia Mariusza Łapińskiego. W 2011 wyremontowane zostały pokrycia dachowe i kaplica, wybudowano przeszklony łącznik oraz zainstalowano monitoring.

### Osiągnięcia
- W połowie lat 50. XX wieku w Zakładzie Patomorfologii po raz pierwszy w Polsce zastosowano metodę mikroskopii fluorescencyjnej[1].
- 8 listopada 1958 w II Klinice Chorób Wewnętrznych odbyła się pierwsza w Polsce hemodializa[4][1].
- W szpitalu (Ośrodek Izotopów Promieniotwórczych, utworzony jako pierwszy w kraju w 1950) po raz pierwszy w kraju podano jod (131I) w terapii nadczynności tarczycy oraz fosfor promieniotwórczy (32P) w leczeniu czerwienicy prawdziwej[1].
- 28 lutego 1978 w szpitalu, po raz pierwszy w krajach RWPG, zaczęto diagnozować pacjentów metodą tomografii komputerowej[4][16].
- Prof. Jerzy Kosowicz (II Klinika Chorób Wewnętrznych) jako pierwszy w świecie opisał zmiany w układzie kostnym występujące w wielu endokrynopatiach[d][1].
- Od 1994 w szpitalu przeprowadza się operacje wszczepienia implantu ślimakowego osobom niesłyszącym[e]; do 2002 przeprowadzono 150 operacji tego typu[1][4].
- W rankingu „Newsweek” z 2002 roku Oddział Otolaryngologii uzyskał I miejsce w Polsce, a w 2005 roku w rankingu „Wprost” I miejsce w zakresie otolaryngologii (leczenie nowotworów krtani i wszczepiania implantów ślimakowych) i neurochirurgii (wszczepianie implantów pnia mózgu oraz usuwania nerwiaków nerwu słuchowego)[1].
- Od 2005 szpital wdrażał procedury zapewnienia jakości i w 2009 otrzymał certyfikat ISO9001:2009[17][1][4].

### Nazwy
- od 1911: Zakład/Szpital Diakonisek[1]
- od 1947: Pierwszy Szpital Uniwersytecki im. Heliodora Święcickiego przy ul. Przybyszewskiego 49[1]
- od 1950: Szpital im. H. Święcickiego przy Alei Przybyszewskiego (jako jedna z 5 jednostek Państwowego Szpitala Klinicznego)[1]
- od 1955: Państwowy Szpital Kliniczny nr 2[1]
- od 2007: Szpital Kliniczny im. H. Święcickiego Uniwersytetu Medycznego im. K. Marcinkowskiego w Poznaniu[1]
- od 2023 Uniwersytecki Szpital Kliniczny w Poznaniu[18]

## Struktura

### Poradnie[19]
Przy szpitalu funkcjonują m.in. poradnie: audiologii i foniatrii, kardiologiczna, leczenia bólu, nefrologiczna, neurochirurgiczna, neurologiczna wieku rozwojowego, otolaryngologiczna, proktologiczna, logopedyczna, hepatologiczna, gastroenterologiczna, endokrynologiczna, dermatologiczna, chorób odzwierzęcych i pasożytniczych, chorób metabolicznych, chirurgii twarzowo-szczękowej, chirurgii przewodu pokarmowego, neurologiczna oraz Zakład Medycyny Rodzinnej (Podstawowa Opieka Zdrowotna).

### Oddziały[20]

#### ul. Przybyszewskiego 49
- Anestezjologii, Intensywnej Terapii i Leczenia Bólu
- Audiologii i Foniatrii
- Chirurgii Ogólnej, Endokrynologicznej i Onkologii Gastroenterologicznej
- Chirurgii Ogólnej i Transplantacyjnej
- Chirurgii Szczękowo-Twarzowej
- Chorób Tropikalnych i Pasożytniczych
- Dermatologii
- Endokrynologii, Przemiany Materii i Chorób Wewnętrznych
- Gastroenterologii, Chorób Metabolicznych, Wewnętrznych i Dietetyki
- Intensywnej Terapii Kardiologicznej i Chorób Wewnętrznych
- Nefrologii, Transplantologii i Chorób Wewnętrznych
- Neurochirurgii i Neurotraumatologii
- Neurologii
- Neurologii Dzieci i Młodzieży
- Otolaryngologii i Onkologii Laryngologicznej

#### ul. Grunwaldzka 16/18
- Anestezjologii i Intensywnej Terapii
- Chorób Wewnętrznych i Diabetologii
- Gastroenterologii
- Kardiologii i Pulmonologii
- Okulistyki
- Onkologii Klinicznej i Doświadczalnej
- Ortopedii i Traumatologii Narządu Ruchu

### Filia – Szpital Kliniczny Przemienienia Pańskiego (od 2022)

#### ul. Długa 1/2
- Anestezjologii i Intensywnej Terapii
- Chirurgii Ogólnej i Naczyń
- Hipertensjologii, Angiologii i Chorób Wewnętrznych
- Kardiochirurgii i Transplantologii
- Kardiologii

#### ul. Szamarzewskiego 82/84
- Anestezjologii i Intensywnej Terapii
- Chemioterapii
- Chirurgii Onkologicznej
- Ginekologii Onkologicznej
- Hematologii i Transplantologii Szpiku
- Nadciśnienia Tętniczego i Zaburzeń Metabolicznych
- Okulistyki
- Pulmonologii, Alergologii i Onkologii Pulmonologicznej

#### os. Rusa 55
- Hospicjum Palium

#### ul. Głogowska 14
- Szpital Tymczasowy MTP

### Dyrektorzy
| od           | do         | imię i nazwisko                     |
| ------------ | ---------- | ----------------------------------- |
| przed 1911   | 1.06.1911  | Johanna Bade                        |
| po 1.06.1911 | przed 1914 | Mathilda von Mathulius              |
| 1920         |            | dr n. med. Robert Weise             |
| 1942         |            | dr n. med. Gustaw Schilke           |
| 1947         |            | prof. n. med. Karol Jonscher        |
| 1955         | 1956       | prof. n. med. Janusz Grądzki        |
| 1956         |            | prof. n. med. Aleksander Zakrzewski |
| 1.02.1968    | 31.10.1973 | dr n. med. Jan Mularek              |
| 1.05.1977    | 28.02.1986 | dr n. med. Ryszard Czarnecki        |
| 1986         |            | dr n. med. Ryszard Stangierski      |
| 2000         |            | lek. Marek Marciniak                |
| 26.10.2002   |            | dr n. med. Krystyna Mackiewicz      |

### W pobliżu
- ulica Grunwaldzka:
  - kaplica ewangelicko-augsburska w Parku Manitiusa